# Marjorie Mazia
Marjorie Mazia Guthrie (6 de Outubro de 1917, Atlantic City – 13 de Março de 1983) foi a segunda esposa do cantor e compositor folk Woody Guthrie, e mãe do músico folk Arlo Guthrie. Basceu como Marjorie Greenblatt em Atlantic City (Nova Jérsei), filha de Aliza Waitzman e Izadore Greenblatt. A partir da morte de seu ex-marido pela Doença de Huntington em 1967, ela criou o Comitê de Combate à Doença de Huntington. Este tornou-se a Sociedade da Doença de Huntington da América.
Ela conheceu Guthrie em 1940 como dançarina e instrutora do Centro de Dança Contemporânea Martha Graham, enquanto ela estava a adaptar algumas músicas de Guthrie do Dust Bowl Ballads. Embora ela fosse a segunda esposa de Guthrie (de três), eles mantiveram um forte relacionamento ao longo de sua vida e ela prestou cuidados constantes a Guthrie até sua morte. Ela também fundou a Marjorie Mazia School of Dance em Brooklyn, New York, a qual treinava jovens dançarinos na dança contemporânea e ballet nas décadas de 50, 60 e 70. Em 1950, Mazia gravou Dance Along pela Folkways Records, um álbum de dança para crianças.